# Phaulotettix compressus
Phaulotettix compressus är en insektsart som beskrevs av Scudder, S.H. 1897. Phaulotettix compressus ingår i släktet Phaulotettix och familjen gräshoppor. Inga underarter finns listade i Catalogue of Life.